# Jordbävningen i Egeiska havet 2017
Jordbävningen i Egeiska havet 2017 nådde magnituden mellan 6,1 och 6,7. Mw. 
Den 12 juni 2017 drabbades Turkiet och Grekland av ett skalv som inträffade i östra Egeiska havet nära västra Turkiets kust och inte långt från de grekiska öarna Samos och Lesbos, där en del materiella skador drabbade staden Plomari 5 kilometer från skalvets epicentrum. Skalvets epicentrum var 84 km nordväst om kuststaden Izmir. Skalvet kändes även i området kring Istanbul och Aten.